# 正交函数
在数学中，正交函数（orthogonal functions）所属的函数空间是有双线性形式的向量空间。当函数空间的定义域是一个区间，双线性形式可能是积分式：
{\displaystyle \langle f,g\rangle =\int {\overline {f(x)}}g(x)\,dx}
函数{\displaystyle f}与{\displaystyle g}在这个积分值是0时正交，即{\displaystyle \langle f,\ g\rangle =0} 只要 {\displaystyle f\neq g}。 
如有限维空间中的向量基一样，正交函数可以形成函数空间的无限基。从概念上讲，上述积分等效于矢量点积； 如果两个向量的点积为零，则它们是相互独立的（正交的）。
设{\displaystyle \{f_{0},f_{1},\ldots \}} 是非零L2-范数{\displaystyle \Vert f_{n}\Vert _{2}={\sqrt {\langle f_{n},f_{n}\rangle }}=\left(\int f_{n}^{2}\ dx\right)^{\frac {1}{2}}}正交函数列。则数列{\displaystyle \left\{f_{n}/\Vert f_{n}\Vert _{2}\right\}}是L2-范数的函数，形成了一个正交数列。一个有定义的L2-范数，积分必须有界，这限制了函数需要是平方可积函数。

## 三角函数
几组正交函数在逼近函数时被用作标准基。例如，正弦函数sin nx和sin mx在积分区间{\displaystyle x\in (-\pi ,\pi )}上是正交的，这里{\displaystyle m\neq n}且n和m是正整数。而 
{\displaystyle 2\sin(mx)\sin(nx)=\cos \left((m-n)x\right)-\cos \left((m+n)x\right)}，
两个正弦函数的乘积的积分值就抵消了。 加上余弦函数，这些正交函数可以用于组成一个三角多项式，通过傅里叶级数在一个区间上逼近给定的函数。

## 多项式
对于单项式序列{\displaystyle \{1,x,x^{2},\dots \}}（区间{\displaystyle [-1,1]}）进行格拉姆-施密特正交化可以得到勒让德多项式。另一类正交多项式是伴随勒让德多项式。
正交多项式的研究与权重{\displaystyle w(x)}有关：
{\displaystyle \langle f,g\rangle =\int w(x)f(x)g(x)\,dx}。
对于{\displaystyle (0,\infty )}区间上的拉盖尔多项式，权重函数是{\displaystyle w(x)=e^{-x}}。
物理学家或概率论研究者在{\displaystyle (-\infty ,\infty )}区间上使用埃尔米特多项式，权重是{\displaystyle w(x)=e^{-x^{2}}}或 {\displaystyle w(x)=e^{-{\frac {x^{2}}{2}}}}。
切比雪夫多项式定义在{\displaystyle [-1,1]}上，使用权重{\displaystyle w(x)={\frac {1}{\sqrt {1-x^{2}}}}}或{\displaystyle w(x)={\sqrt {1-x^{2}}}}。
泽尔尼克多项式定义在单位圆上，有径向正交性和角度正交性。

## 二值函数
沃尔什函数和哈尔小波变换是在离散区间上的正交函数的例子。

## 有理函数

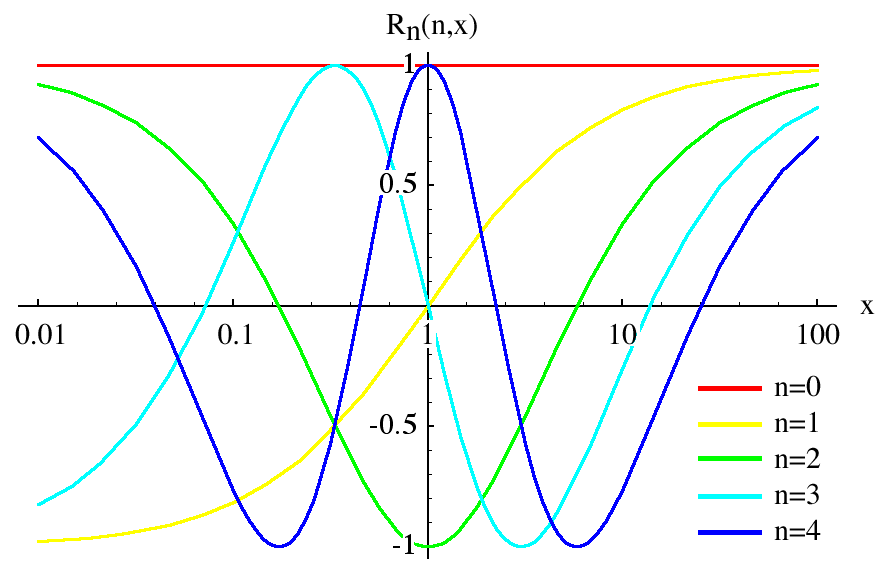

勒让德多项式和切比雪夫多项式在[−1, 1]上提供正交函数族，但偶尔需要[0, ∞)上的正交函数族。这种情况下可以先使用Cayley变换，让参数在[−1, 1]内。这个过程可以得到 有理正交函数族，称为勒让德有理函数和切比雪夫有理函数。

## 在微分方程中
有边界条件的线性微分方程的解常常可以写成带权重的正交函数的和，（即本征函数），进而有广义傅里叶级数。